# Claude Joseph de Cherrier
Claude-Joseph de Cherrier, né le 6 mars 1785 à Neufchâteau (Vosges) et mort le 26 juillet 1872 à Bazoilles-sur-Meuse, est un historien français, membre de l'Académie des inscriptions et belles-lettres (Institut de France).

## Biographie
Ancien aide de camp du général Bertrand, le chef d'escadron de Cherrier démissionne de l'armée en 1815. Il est ensuite sous-préfet de Neufchâteau (Vosges) jusqu'en 1830.
Il est nommé officier de la Légion d'honneur en 1815.
La qualité de ses publications savantes lui vaut d'être élu membre de l'Académie des inscriptions et belles-lettres en 1870.

## Publications
Il est l'auteur de :
- Histoire de la lutte des papes et des empereurs de la Maison de Souabe, de ses causes et de ses effets ou Tableau de la domination des princes de Hohenstauffen dans le royaume des Deux-Siciles jusqu'à la mort de Conradin (Paris, 1841-1845, 3 vol. in-8)
- Histoire de Charles VIII roi de France, d'après des documents diplomatiques inédits ou nouvellement publiés (Paris, 1868, 2 vol. in-8)